# Armand Bernard Moreau de la Rochette
Armand Bernard Moreau de la Rochette est un haut-fonctionnaire français né à La Rochette le 12 avril 1787, et mort à Lons-le-Saunier le 8 août 1822

## Biographie
Armand Bernard Moreau de la Rochette est le fils de Jean-Étienne Moreau de La Rochette (1750-1804) et de Pauline Gauthier (1758-1827), le neveu de Jean-Baptiste-François Moreau d'Olibon (1751-1836), maître d'hôtel de la reine Marie-Antoinette, lieutenant de la capitainerie des chasses de Fontainebleau, fait baron de l'Empire et baron de La Rochette en 1810, maire de La Rochette, et le petit-fils de François-Thomas Moreau de La Rochette (1720-1791), Directeur des droits de rivières à Melun, inspecteur général des pépinières de France en 1767. Il s'est marié en 1819 à Palmyre de Saint-Cricq Cazaux (1800-1834) dont il a eu Charles Paul Marie Moreau de La Rochette (1820-1889) qui a été maire de La Rochette, chevalier de la Légion d'honneur en 1862.
Entré dans la carrière administrative, il a été successivement auditeur au Conseil d'État, le 19 janvier 1810, commissaire spécial de police à Caen le 28 juillet 1811, nommé par le roi Louis XVIII sous-préfet de Provins le 26 juillet 1814, puis préfet de la Vienne le 9 janvier 1819 et préfet du Jura le 19 juillet 1820. Il est mort dans cette fonction le 8 août 1822.

## Distinction
- Chevalier de la Légion d'honneur, le 19 janvier 1815[3].

## Publication
- Ausone (trad. Armand Bernard Moreau de la Rochette), L'Amour crucifié, Paris, Le Normant, 1806